# Granta Parey
Ne doit pas être confondu avec Grande Paréi.

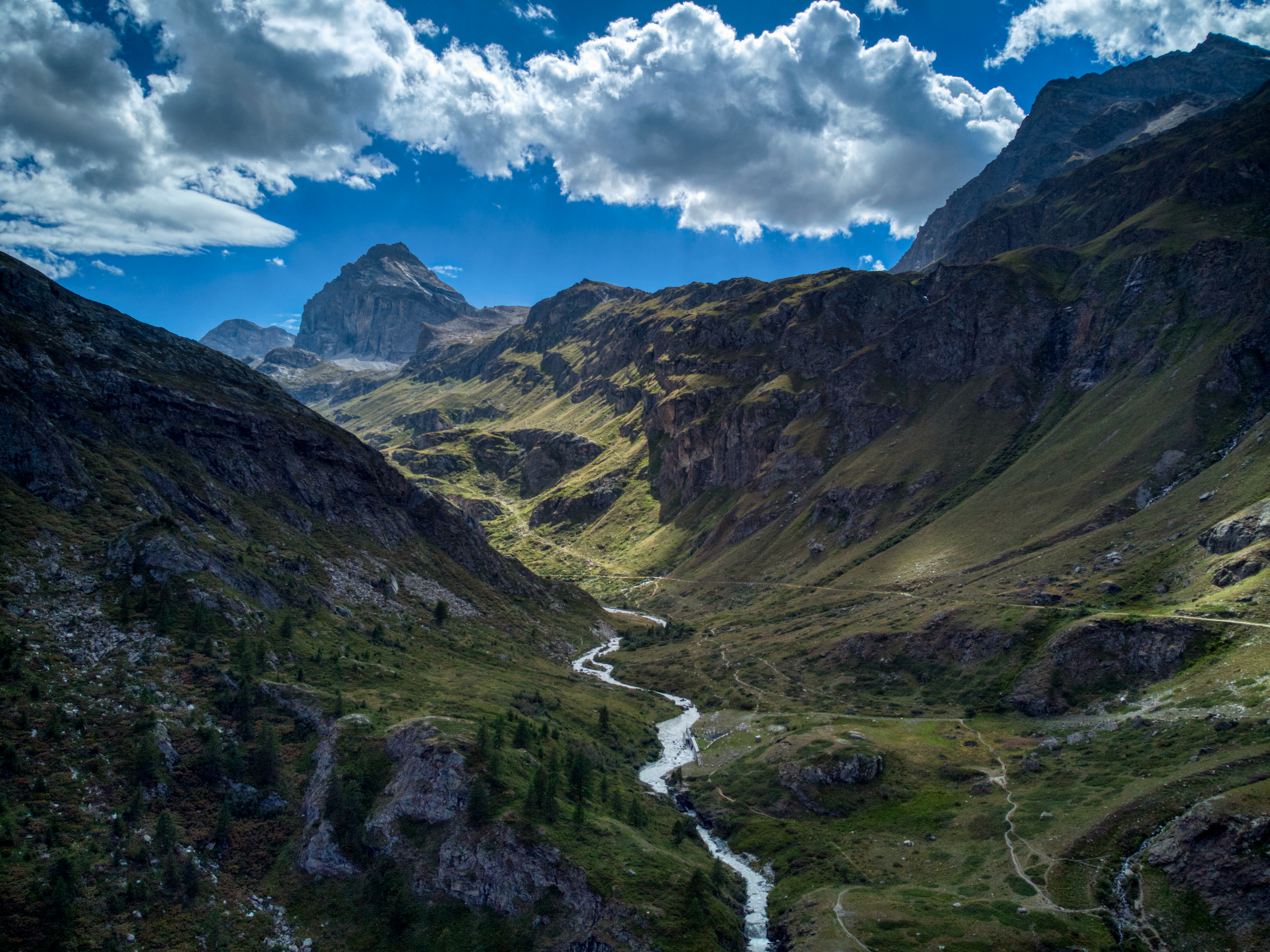
Vue du haut val de Rhêmes et de la Granta Parey, qui en est le symbole.

La Granta Parey ou Granta Parei est un sommet des Alpes italiennes culminant à 3 387 mètres d'altitude et situé à la tête du val de Rhêmes en Vallée d'Aoste, dans le massif des Alpes grées, non loin de la frontière avec la France.
C'est le symbole du val de Rhêmes par sa forme et par sa position.

## Toponyme
Le toponyme signifie « grande paroi » en patois valdôtain.

## Première ascension
La première ascension a été accomplie le 22 août 1863 par Nichols Blanford et Rowsell accompagnés par les guides Favret et Jacob par l'arête nord-ouest.

## Accès
L'accès se fait à partir du refuge Jean-Frédéric Benevolo.